# Jadwiga Podiebradówna

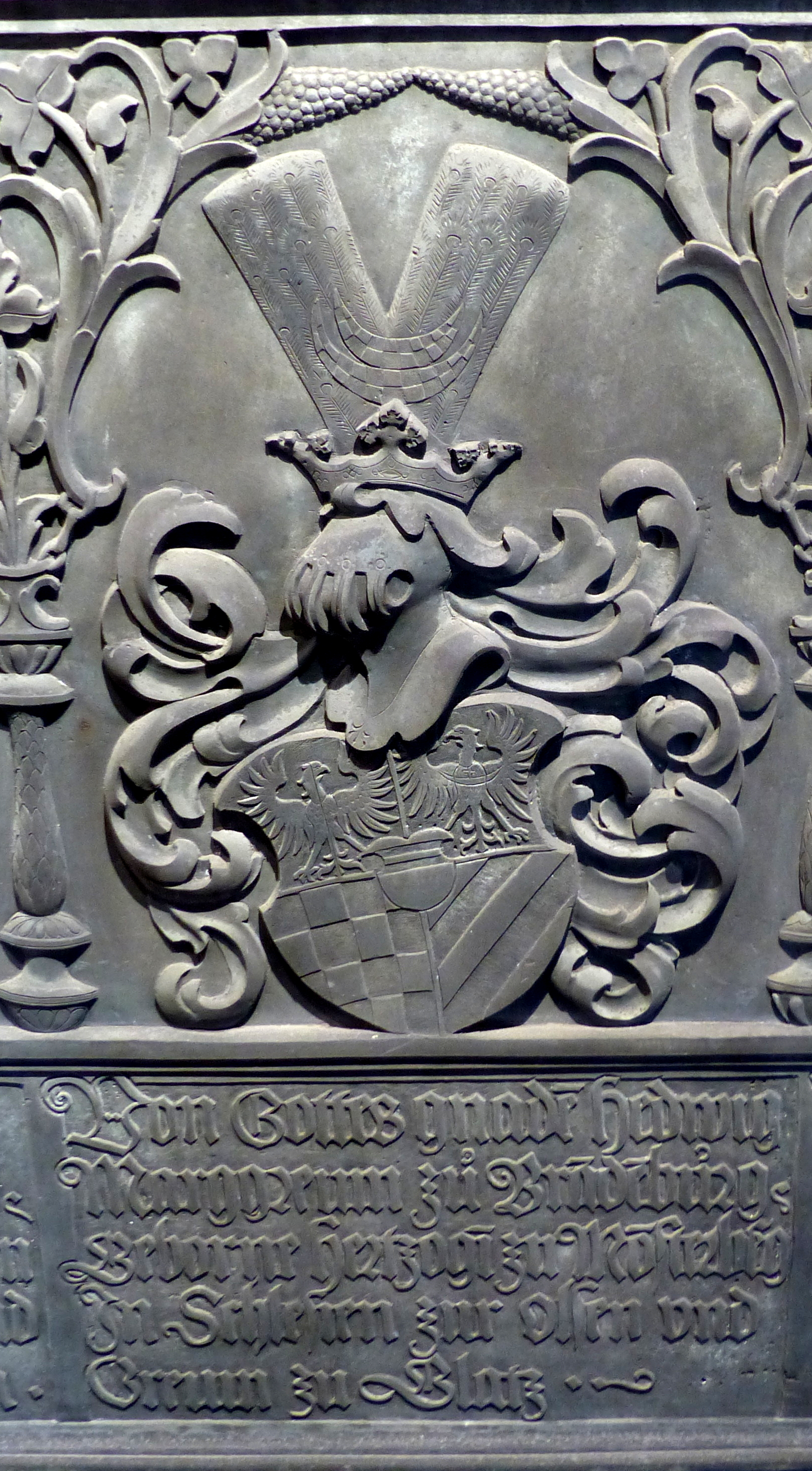
Herb Jadwigi na zamku Ratibor (1535)

Jadwiga Podiebradówna (niem. Hedwig von Münsterberg-Oels) (ur. 12 czerwca 1508 w Oleśnicy, zm. 28 listopada 1531 w Legnicy) – księżniczka ziębicko-oleśnicka, druga żona margrabiego brandenburskiego Jerzego Hohenzollerna-Ansbacha.

## Życiorys
Córka Karola I Podiebradowicza, księcia ziębickiego i oleśnickiego i Anny żagańskiej, wnuczka Henryka I Starszego z Podiebradów i Jana II Szalonego. 9 stycznia 1525 w Oleśnicy poślubiła Jerzego Hohenzollerna-Ansbacha, margrabiego Ansbachu, księcia karniowskiego. Z tego małżeństwa urodziły się dwie córki:
- Anna Maria von Brandenburg-Ansbach (ur. 28 grudnia 1526 w Karniowie, zm. 20 maja 1589 w Nürtingen) – żona księcia Württembergii Krzysztofa Wirtemberskiego;
- Sabina Hohenzollern (ur. 12 maja 1529 w Ansbach, zm. 2 listopada 1575 w Berlinie) – żona Jana Jerzego Hohenzollerna, księcia-elektora Saksonii.

Jadwiga zmarła mając 23 lata podczas pobytu na zamku legnickim i została pochowana w podziemiach kościoła pw. św. Jana Chrzciciela w Legnicy.